# Diporiphora albilabris
Diporiphora albilabris — вид ігуаноподібних ящірок родини агамових (Agamidae). Ендемік Австралії.

## Поширення і екологія
Diporiphora albilabris мешкають в регіоні Кімберлі на півночі Західної Австралії, на півночі Північної Території, а також на крайньому північному заході Квінсленду. Вони живуть в сухих тропічних лісах та в сухих заростях на кам'янистих схилах.